# 田州
田州（でんしゅう）は、中国にかつて存在した州。唐代から清代にかけて、現在の広西チワン族自治区百色市一帯に設置された。

## 概要
唐の開元年間に田州が置かれた。742年（天宝元年）、田州は横山郡と改称された。758年（乾元元年）、横山郡は田州の称にもどされた。田州は嶺南道の邕管十州に属し、都救・恵佳・武竜・横山・如頼の5県を管轄した。805年（貞元21年）に田州は廃止されたが、後に再び設置された。
宋のとき、田州は邕州都督府の下の羈縻州となり、右江道に属した。
元のとき、田州路軍民総管府が置かれた。田州路は湖広等処行中書省に属した。
1369年（洪武2年）、明により田州路は田州府と改められた。1528年（嘉靖7年）、田州府は田州に降格された。田州は広西等処承宣布政使司に属した。
1875年（光緒元年）、清により田州は廃止され、恩隆県が置かれた。